# Tomislav Žigmanov
Tomislav Žigmanov, cyr. Томислав Жигманов (ur. 12 maja 1967 w Tavankucie) – serbski pisarz, filozof i polityk narodowości chorwackiej, działacz mniejszości chorwackiej w Serbii, przewodniczący Demokratycznego Związku Chorwatów w Wojwodinie, poseł do Zgromadzenia Narodowego Republiki Serbii, w latach 2022–2025 minister praw człowieka, mniejszości i dialogu społecznego.

## Życiorys
Absolwent filozofii na Uniwersytecie w Nowym Sadzie. Został wykładowcą historii filozofii w instytucie teologicznym działającym w diecezji subotickiej. Był redaktorem naczelnym czasopisma „Žig” i redaktorem audycji w języku chorwackim w stacji radiowej Radio Subotica. W 2009 został dyrektorem instytutu kulturalnego wojwodińskich Chorwatów (Zavod za kulturu vojvođanskih Hrvata). Jest autorem m.in. publikacji z zakresu filozofii oraz esejów, jego prace tłumaczono m.in. na język angielski, niemiecki, węgierski i rumuński. Członek chorwackich stowarzyszeń filozofów i pisarzy.
Zaangażowany również w działalność polityczną na rzecz praw Chorwatów w Wojwodinie. Został działaczem i jednym z liderów Demokratycznego Związku Chorwatów w Wojwodinie. W 2015 wybrany na przewodniczącego tej partii w miejsce Petara Kunticia. W 2016 kontynuował współpracę wyborczą z Partią Demokratyczną, uzyskując z ramienia koalicji wyborczej mandat deputowanego który wykonywał do 2020. W 2022 otworzył listę wyborczą koalicji Razem dla Wojwodiny (zarejestrowanej jako lista mniejszości narodowych); w wyborach w tymże roku uzyskał kolejny raz mandat poselski.
W październiku 2022 dołączył do powołanego wówczas trzeciego rządu Any Brnabić, obejmując w nim stanowisko ministra praw człowieka, mniejszości i dialogu społecznego. Pozostał na tej funkcji w utworzonym w maju 2024 gabinecie Miloša Vučevicia, kończąc urzędowanie w kwietniu 2025.

## Wybrane publikacje
- Raskrivanje (o svijetu i životu), Subotica 1998
- Iza efemerija svakodnevlja, Subotica 2001
- Bunjevački blues, Subotica 2002
- Bez svlaka mraka, Subotica 2005
- Bibliografija Hrvata u Vojvodini 1990–2002, Pula 2005
- Hrvati u Vojvodini danas – traganje za identitetom, Zagrzeb 2006
- Minimum in maximis – zapisi s ruba o nerubnome, Zagrzeb 2007
- Hrvati u Vojvodini u povijesti i sadašnjosti: osnovne činjenice (współautor), Subotica 2009[1]